# زكرياء ابارواي
زكرياء ابارواي (بالفرنسية: Zakariya Abarouai)‏ (30 مارس 1994 بليون في فرنسا - ) هو لاعب كرة قدم فرنسي في مركز الهجوم. لعب مع نادي إيفيان.

## روابط خارجية
- زكرياء ابارواي على موقع قاعدة بيانات كرة القدم.إي يو (الإنجليزية)
- زكرياء ابارواي على موقع Soccerway.com (الإنجليزية)
- زكرياء ابارواي على موقع AS.com (الإسبانية)